# Cantone di Capdenac-Gare
Il Cantone di Capdenac-Gare era una divisione amministrativa dell'arrondissement di Villefranche-de-Rouergue.
A seguito della riforma approvata con decreto del 21 febbraio 2014, che ha avuto attuazione dopo le elezioni dipartimentali del 2015, è stato soppresso.

## Composizione
Comprendeva i comuni di:
- Les Albres
- Asprières
- Balaguier-d'Olt
- Bouillac
- Capdenac-Gare
- Causse-et-Diège
- Foissac
- Naussac
- Salles-Courbatiès
- Sonnac